# Nicolaidis YoungWings Stiftung
Die Nicolaidis YoungWings Stiftung (früher: Nicolaidis Stiftung) wurde 1998 gegründet und ist seit 2014 eine rechtsfähige Stiftung des bürgerlichen Rechts mit Sitz in München. Die Stiftung bietet deutschlandweit Hilfe für junge Trauernde nach dem Tod des Lebenspartners, eines Elternteils oder beider Elternteile an. Gründerin der Stiftung war Martina Münch-Nicolaidis.

## Organisation
Die Nicolaidis YoungWings Stiftung wurde 1998 aus eigener Betroffenheit gegründet. Sie ist eine bundesweite Anlaufstelle für trauernde Kinder, Jugendliche und Erwachsene bis zum Alter von 49 Jahren.
Die Stiftung begleitet Erwachsene, deren Lebenspartner verstorben ist, sowie Kinder und Jugendliche, die Vater, Mutter oder beide Elternteile verloren haben. Dadurch kann die Stiftung die gesamte Familie betreuen und bietet verschiedene Hilfsangebote an.
Mit ihren Hilfsangeboten bietet die Stiftung vielfältige Möglichkeiten an, sich mit der eigenen Trauer und dem Verlust auseinanderzusetzen. Dabei werden die Betroffenen individuell, langfristig und ressourcenorientiert beraten und begleitet.
Über die Vernetzung und Zusammenarbeit mit anderen Fachstellen steht die Stiftung als Partner an der Seite junger Trauernder und setzt sich auf gesellschaftlicher Ebene für deren Bedürfnisse ein. Zudem teilt die Stiftung ihre langjährige Erfahrung in der Trauerbegleitung im Rahmen von Fortbildungen und Vorträgen.

## Geschichte
Martina Münch-Nicolaidis gründete die Nicolaidis YoungWings Stiftung aus eigener Betroffenheit. Bis zu ihrem Tod Ende Juni 2022 war sie Vorsitzende der Stiftung. Im Alter von 29 Jahren verlor sie ihren Mann, als ihre Tochter sechs Wochen alt war. Kurz zuvor waren ihre Eltern verstorben. Nach dem Tod ihres Ehemannes gründete sie 1998 eine Selbsthilfegruppe für junge Witwen und Witwer in München-Solln. Im Jahr 2002 entstand aus dem Verein die Nicolaidis Stiftung gGmbH. Mit der Hilfe von 13 Stiftern wurde aus der Stiftung im Jahr 2014 die rechtsfähige Nicolaidis YoungWings Stiftung. Dank ihres herausragenden sozialen Engagements erhielt Martina Münch-Nicolaidis im Jahr 2007 die Bayerische Staatsmedaille, 2011 die Bayerische Verfassungsmedaille in Silber und 2016 den Bayerischen Verdienstorden. Im Jahr 2021 wurde ihr das Bundesverdienstkreuz verliehen.
Martina Münch-Nicolaidis‘ Vision, die Hilfsangebote der Stiftung in einem eigenen Haus anzubieten, soll sich im Jahr 2023 erfüllen. Das Sternenhaus soll mit dem Leitgedanken „Mehr Raum für junge Trauernde“ als zentrale Anlaufstelle für trauernde Kinder, Jugendliche, Erwachsene und Familien dienen. Dank einer Spende der Stefan Schörghuber Stiftung in Höhe von 3,175 Millionen Euro konnte die Nicolaidis YoungWings Stiftung das Grundstück 2021 auf dem ehemaligen Paulaner-Areal in München kaufen. Das Sternenhaus wurde am 14. März 2024 eröffnet.

## Schwerpunkte

### Hilfsangebote nach dem Tod eines oder beider Elternteile
Die Stiftung bietet eine Vielzahl an Trauergruppen für trauernde Kinder, Jugendliche und junge Erwachsene verschiedener Altersgruppen an (U9-, U12-, U15-, U18- und U28-Trauergruppen). Sie bieten die Möglichkeit, in einem geschützten Rahmen Gleichaltrige kennenzulernen und sich mittels vielseitiger, altersentsprechender Methoden mit den Themen, die mit dem Tod von Mutter oder Vater in Verbindung stehen, auseinanderzusetzen. Die Onlineberatungsstelle YoungWings richtet sich an Kinder, Jugendliche und junge Erwachsene im Alter von 12 bis 27 Jahren, die um einen Elternteil, beide Elternteile oder eine andere geliebte Bezugsperson trauern. Sie bietet rund um die Uhr anonym und kostenlos die Möglichkeit, Unterstützung zu finden. Hierfür übernahm 2014 die Bayerische Staatsministerin Emilia Müller die Schirmherrschaft. Seit 2011 ist Thomas Müller Botschafter der Onlineberatungsstelle YoungWings.

### Hilfsangebote nach dem Tod des Lebenspartners
Viele junge Trauernde erleben es als hilfreich, sich über ihre Gedanken, Gefühle und Erfahrungen in einem vertraulichen und verlässlichen Rahmen mit einem Trauerbegleiter persönlich auszutauschen. Im gemeinsamen Gespräch kann die individuelle Trauer reflektiert und es können Lösungen für ein Leben mit positiver Perspektive entwickelt werden. Diese Einzelgespräche sind auch digital wahrnehmbar.

### Gemeinsame Hilfsangebote für trauernde Kinder, Jugendliche und junge Erwachsene
Um Kontakte zu knüpfen, Gemeinschaft zu erleben und sich mit anderen Betroffenen über die Trauer auszutauschen, organisiert die Nicolaidis YoungWings Stiftung Tagesausflüge, Wochenenden sowie Feste und Aktionen für trauernde Familien. Es gibt Infoabende zum Thema Trauer verstehen bei denen die Vorträge eine Vorstellung davon geben sollen, welche Trauerreaktionen auftauchen können, mit welchen Herausforderungen Betroffene nach einem Verlust konfrontiert sind und was sie dabei unterstützt, diese Zeit zu überstehen. Im Arbeits- und Unternehmenskontext finden Seminare zum Thema Trauer am Arbeitsplatz statt. Sie beleuchten die unterschiedlichen Facetten, die das Thema für Trauernde und deren Arbeitsumfeld hat.

## Auszeichnungen (Auszug)
- Bundessieger „startsocial 2002“[5]
- „Bayern-3-Sternchen“ für die Kinder- und Jugendarbeit, 2007
- Verleihung des Ethica Impuls Awards 2012[6]
- Verleihung des Sozialpreises 2012 durch die Bayerische Landesstiftung für die Onlineberatungsstelle Young Wings[7]

## Kooperationen
Seit ihrer Gründung im Jahr 1998 verfolgt die Stiftung den Ausbau ihres Angebots für junge Trauernde und engagiert sich in unterschiedlichen Arbeitskreisen und Gremien. Zum Netzwerk der Stiftung gehören u. a. die Koordinierungsstelle Nachsorge, Opfer- und Angehörigenhilfe (NOAH) der Bundesregierung, die Trauma-Ambulanzen der Universitäten, das Netzwerk der Hilfe der Bundeswehr, AGUS e. V. – Angehörige um Suizid, die AETAS Kinderstiftung, die Landeshauptstadt München, Gesundheitsreferat (GSR) sowie das Bayerische Sozialministerium. 2004 wurde sie nach der Tsunami-Katastrophe mit der Langzeitbetreuung der Betroffenen aus Bayern beauftragt. Vom Bayerischen Sozialministerium erhielt die Stiftung zudem den Auftrag, dem Mangel an Angeboten für trauernde und durch den Verlust traumatisierte Kinder entgegenzuwirken. Hier kann die Onlineberatungsstelle YoungWings ansetzen und bei eventuellen künftigen Katastrophen schnell und effizient Kinder und Jugendliche unterstützen.

## Unterstützung
Der Fußballnationalspieler Thomas Müller ist seit 2011 Botschafter der Nicolaidis YoungWings Stiftung. Unter anderem ermöglicht der Fußballspieler jedes Jahr ein Benefiz-Golfturnier sowie eine Charity-Weihnachtsauktion zugunsten der Nicolaidis YoungWings Stiftung, die über die Plattform United Charity realisiert werden. Thomas Müller ist zudem Botschafter der Onlineberatungsstelle YoungWings der Stiftung.
Zahlreiche weitere prominente Unterstützer, darunter Tim Bendzko, Heinz-Josef Braun, Jochen Breyer, Hilde Gerg, Tina Kaiser, Michael Leopold, Stefan Murr, Timothy Peach, Hannes Ringlstetter oder Max Wiedemann setzen sich aktiv für die Arbeit der Nicolaidis YoungWings Stiftung ein.
Hollywoodstar Zac Efron unterstützte 2010 die Onlineplattform YoungWings und feierte die Deutschlandpremieren seines Films Wie durch ein Wunder zu Gunsten von YoungWings.